# Championnat du monde des rallyes - 3
Le championnat du monde des rallyes - 3 (World Rally Championship - 3, anciennement Production World Rally Championship ou PWRC) est une compétition de rallye automobile organisé par la FIA réservée aux voitures répondant à la réglementation Rally3 (à l'origine répondant à la réglementation Groupe N, dites « voitures de production »).

## Historique
Le 28 septembre 2012, le Conseil Mondial du Sport Automobile, valide les modifications sur les championnats annexes du WRC. Dès 2013 le championnat du monde des rallyes des voitures de production est remplacé par le WRC-3 qui regroupe les voitures du groupe R à deux roues motrices, comme les R3, R2 et R1. Des titres pour les équipes, les pilotes et les copilotes sont décernés en prenant en compte les cinq meilleurs résultats des six rallyes auxquels ils participent.

## Palmarès
| Saison                                                              |                                                     | Championnat équipes | Championnat équipes    |                                     | Championnat pilotes     | Championnat pilotes            |  | Championnat copilotes | Championnat copilotes |
| Saison                                                              | Constructeur                                        | Voiture             | Pilote                 | Voiture                             | Copilote                | Pilote                         |  |                       |                       |
|                                                                     |                                                     |                     |                        |                                     |                         |                                |  |                       |                       |
| Championnat du monde des rallyes - 3                                |                                                     |                     |                        |                                     |                         |                                |  |                       |                       |
|                                                                     |                                                     |                     |                        |                                     |                         |                                |  |                       |                       |
| 2023                                                                |                                                     |                     |                        |                                     | Roope Korhonen (en)     | Ford Fiesta Rally3 (en)        |  | Anssi Viinikka        | Roope Korhonen        |
| 2022                                                                |                                                     |                     | Lauri Joona (en)       | Ford Fiesta Rally3                  | Enni Mälkönen (en)      | Sami Pajari (en)               |  |                       |                       |
| 2021                                                                | Non attribué                                        |                     | Yohan Rossel           | Citroën C3 Rally2 (en)              | Maciej Szczepaniak (en) | Kajetan Kajetanowicz           |  |                       |                       |
| 2020                                                                | Non attribué                                        |                     | Jari Huttunen (en)     | Hyundai i20 R5 (en)                 | Mikko Lukka (en)        | Jari Huttunen                  |  |                       |                       |
| 2018                                                                | ACI Team Italia                                     | Ford Fiesta R2T     | Enrico Brazzoli        | Ford Fiesta R2T                     | Luca Beltrame           | Enrico Brazzoli                |  |                       |                       |
| 2017                                                                | ADAC Sachsen                                        | Ford Fiesta R2      | Nil Solans (en)        | Ford Fiesta R2                      | Miquel Ibáñez           | Nil Solans                     |  |                       |                       |
| 2016                                                                | Saintéloc Junior Team                               | Citroën DS3 R3T     | Simone Tempestini (en) | Citroën DS3 R3T                     | Giovanni Bernacchini    | Simone Tempestini              |  |                       |                       |
| 2015                                                                | Printsport                                          | Citroën DS3 R3T     | Quentin Gilbert        | Citroën DS3 R3T                     | Renaud Jamoul (en)      | Quentin Gilbert                |  |                       |                       |
| 2014                                                                | ADAC Team Weser-EMS EV Styllex Slovak National Team | Citroën DS3 R3T     | Stéphane Lefebvre      | Citroën DS3 R3T                     | Thomas Dubois           | Stéphane Lefebvre              |  |                       |                       |
| 2013                                                                | Charles Hurst Citroen Belfast                       | Citroën DS3 R3T     | Sébastien Chardonnet   | Citroën DS3 R3T                     | Thibault de la Haye     | Sébastien Chardonnet           |  |                       |                       |
|                                                                     |                                                     |                     |                        |                                     |                         |                                |  |                       |                       |
| Championnat du monde des rallyes des voitures de production (P-WRC) |                                                     |                     |                        |                                     |                         |                                |  |                       |                       |
|                                                                     |                                                     |                     |                        |                                     |                         |                                |  |                       |                       |
| 2012                                                                |                                                     | Pas de championnat  | Pas de championnat     |                                     | Beníto Guerra           | Mitsubishi Lancer Evolution X  |  | Borja Rozada          | Benito Guerra         |
| 2011                                                                | Hayden Paddon                                       | Pas de championnat  | Pas de championnat     | Subaru Impreza WRX STI              | Pas de championnat      | Pas de championnat             |  |                       |                       |
| 2010                                                                | Armindo Araújo                                      | Pas de championnat  | Pas de championnat     | Mitsubishi Lancer Evolution X       | Pas de championnat      | Pas de championnat             |  |                       |                       |
| 2009                                                                | Armindo Araújo                                      | Pas de championnat  | Pas de championnat     | Mitsubishi Lancer Evolution IX      | Pas de championnat      | Pas de championnat             |  |                       |                       |
| 2008                                                                | Andreas Aigner                                      | Pas de championnat  | Pas de championnat     | Mitsubishi Lancer Evolution IX      | Pas de championnat      | Pas de championnat             |  |                       |                       |
| 2007                                                                | Toshi Arai                                          | Pas de championnat  | Pas de championnat     | Subaru Impreza WRX et STi           | Pas de championnat      | Pas de championnat             |  |                       |                       |
| 2006                                                                | Nasser Al Attiyah                                   | Pas de championnat  | Pas de championnat     | Subaru Impreza WRX et STi           | Pas de championnat      | Pas de championnat             |  |                       |                       |
| 2005                                                                | Toshi Arai                                          | Pas de championnat  | Pas de championnat     | Subaru Impreza WRX et STi           | Pas de championnat      | Pas de championnat             |  |                       |                       |
| 2004                                                                | Niall McShea                                        | Pas de championnat  | Pas de championnat     | Subaru Impreza WRX et STi           | Pas de championnat      | Pas de championnat             |  |                       |                       |
| 2003                                                                | Martin Rowe                                         | Pas de championnat  | Pas de championnat     | Subaru Impreza WRX et STi           | Pas de championnat      | Pas de championnat             |  |                       |                       |
| 2002                                                                | Karamjit Singh                                      | Pas de championnat  | Pas de championnat     | Proton Pert                         | Pas de championnat      | Pas de championnat             |  |                       |                       |
|                                                                     |                                                     |                     |                        |                                     |                         |                                |  |                       |                       |
| Coupe FIA des pilotes des voitures de production                    |                                                     |                     |                        |                                     |                         |                                |  |                       |                       |
|                                                                     |                                                     |                     |                        |                                     |                         |                                |  |                       |                       |
| 2001                                                                |                                                     | Pas de championnat  | Pas de championnat     |                                     | Gabriel Pozzo           | Mitsubishi Lancer Evolution VI |  | Pas de championnat    | Pas de championnat    |
| 2000                                                                | Manfred Stohl                                       | Pas de championnat  | Pas de championnat     | Mitsubishi Lancer Evolution VI      |                         |                                |  | Pas de championnat    | Pas de championnat    |
| 1999                                                                | Gustavo Trelles                                     | Pas de championnat  | Pas de championnat     | Mitsubishi Lancer Evolution V et VI |                         |                                |  | Pas de championnat    | Pas de championnat    |
| 1998                                                                | Gustavo Trelles                                     | Pas de championnat  | Pas de championnat     | Mitsubishi Lancer Evolution IV et V |                         |                                |  | Pas de championnat    | Pas de championnat    |
| 1997                                                                | Gustavo Trelles                                     | Pas de championnat  | Pas de championnat     | Mitsubishi Lancer Evolution III     |                         |                                |  | Pas de championnat    | Pas de championnat    |
| 1996                                                                | Gustavo Trelles                                     | Pas de championnat  | Pas de championnat     | Mitsubishi Lancer Evolution III     |                         |                                |  | Pas de championnat    | Pas de championnat    |
| 1995                                                                | Rui Madeira                                         | Pas de championnat  | Pas de championnat     | Mitsubishi Lancer Evolution II      |                         |                                |  | Pas de championnat    | Pas de championnat    |
| 1994                                                                | Jesús Puras                                         | Pas de championnat  | Pas de championnat     | Ford Escort RS Cosworth             |                         |                                |  | Pas de championnat    | Pas de championnat    |
| 1993                                                                | Alessandro Fassina                                  | Pas de championnat  | Pas de championnat     | Mazda 323 GTR                       |                         |                                |  | Pas de championnat    | Pas de championnat    |
| 1992                                                                | Grégoire de Mevius                                  | Pas de championnat  | Pas de championnat     | Nissan Sunny GTI-R                  |                         |                                |  | Pas de championnat    | Pas de championnat    |
| 1991                                                                | Grégoire de Mevius                                  | Pas de championnat  | Pas de championnat     | Mazda 323 GTX                       |                         |                                |  | Pas de championnat    | Pas de championnat    |
| 1990                                                                | Alain Oreille                                       | Pas de championnat  | Pas de championnat     | Renault 5 GT Turbo                  |                         |                                |  | Pas de championnat    | Pas de championnat    |
| 1989                                                                | Alain Oreille                                       | Pas de championnat  | Pas de championnat     | Renault 5 GT Turbo                  |                         |                                |  | Pas de championnat    | Pas de championnat    |
| 1988                                                                | Pascal Gaban                                        | Pas de championnat  | Pas de championnat     | Mazda 323 4WD                       |                         |                                |  | Pas de championnat    | Pas de championnat    |
| 1987                                                                | Alessandro Fiorio                                   | Pas de championnat  | Pas de championnat     | Lancia Delta HF 4WD                 |                         |                                |  | Pas de championnat    | Pas de championnat    |

- Note 1 : le titre pour les pilotes du Groupe N a été créé en 1987 sous l'appellation « Coupe FIA des pilotes des voitures de production ». Depuis 2002, cette épreuve a obtenu le plein statut de championnat et est devenu le « Championnat du monde des rallyes des voitures de production ».
- Note 2 : La super 5 GT Turbo pilotée par Alain Oreille en 1989 reste dans l'histoire comme étant la seule voiture groupe N à avoir remporté une manche du Championnat du monde des rallyes.
- Note 3 : l'allemande Isolde Holderied a terminé seconde de la compétition en 1994, et troisième en 1995.

## Résultats par marque
Attention : ne pas confondre avec un titre constructeur officiel, celui-ci n’existe pas pour cette catégorie jusqu'en 2013, il s’agit uniquement d’un tableau récapitulatif des modèles vainqueurs du titre pilote.
| Victoire | Marque     | Modèle | Année                                                           |
| -------- | ---------- | --- | --------------------------------------------------------------- |
| 11       | Mitsubishi | Lancer Evolution II Lancer Evolution III Lancer Evolution IV Lancer Evolution V Lancer Evolution VI Lancer Evolution IX Lancer Evolution X | 1995 1996, 1997 1998 et 1999 , 2000, 2001 2008, 2009 2010, 2012 |
| 7        | Subaru     | Subaru Impreza WRX STi | 2003, 2004, 2005, 2006, 2007, 2011                              |
| 4        | Citroën    | Citroën DS3 R3T | 2013, 2014, 2015, 2016                                          |
| 3        | Mazda      | Mazda 323 4WD Mazda 323 GTX Mazda 323 GTR                                                                                                  | 1988 1991 1993                                                  |
| 2        | Renault    | Renault 5 GT Turbo | 1989, 1990                                                      |
| 2        | Ford       | Escort RS Cosworth Ford Fiesta R2 | 1994, 2017                                                      |
| 1        | Lancia     | Delta HF 4WD | 1987                                                            |
| 1        | Nissan     | Sunny GTI-R | 1992                                                            |
| 1        | Proton*    | Pert | 2002                                                            |

- Note : La Proton Pert est une Mitsubishi Lancer Evolution produite sous licence et commercialisée sous la marque Proton.

## Galerie WRC-3

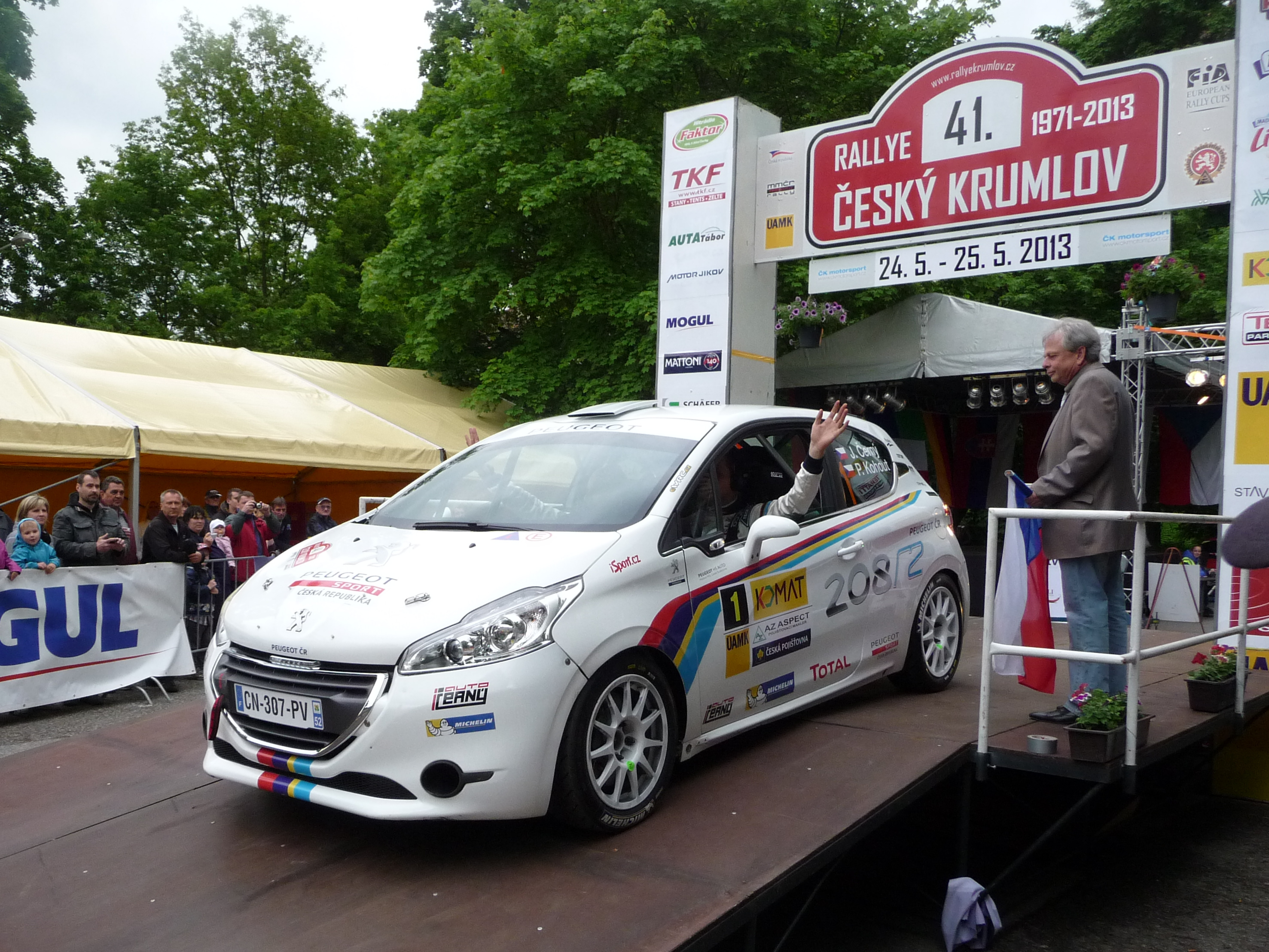
Peugeot 208 R2 en 2013.
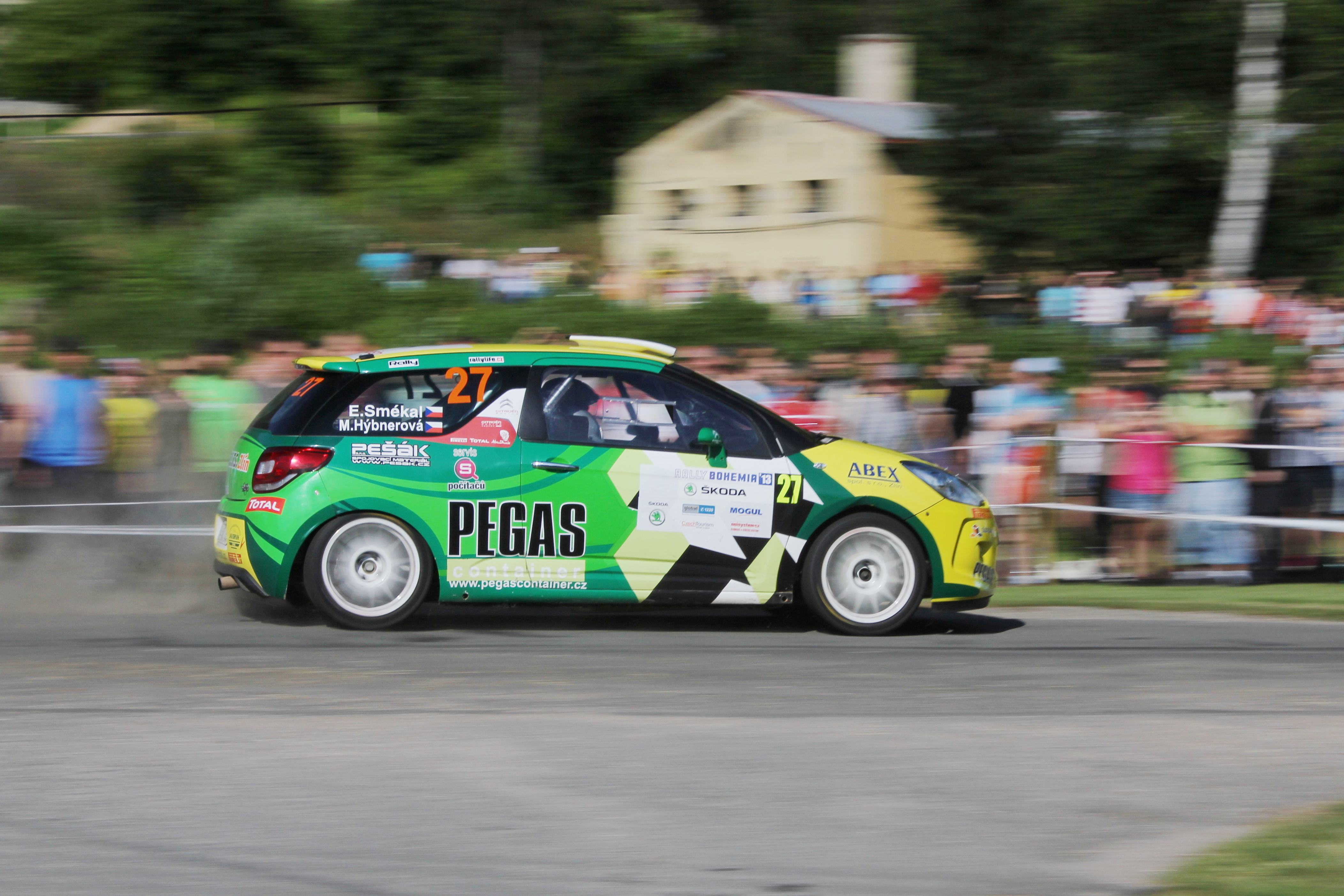
Citroën DS3 R3T en 2013.
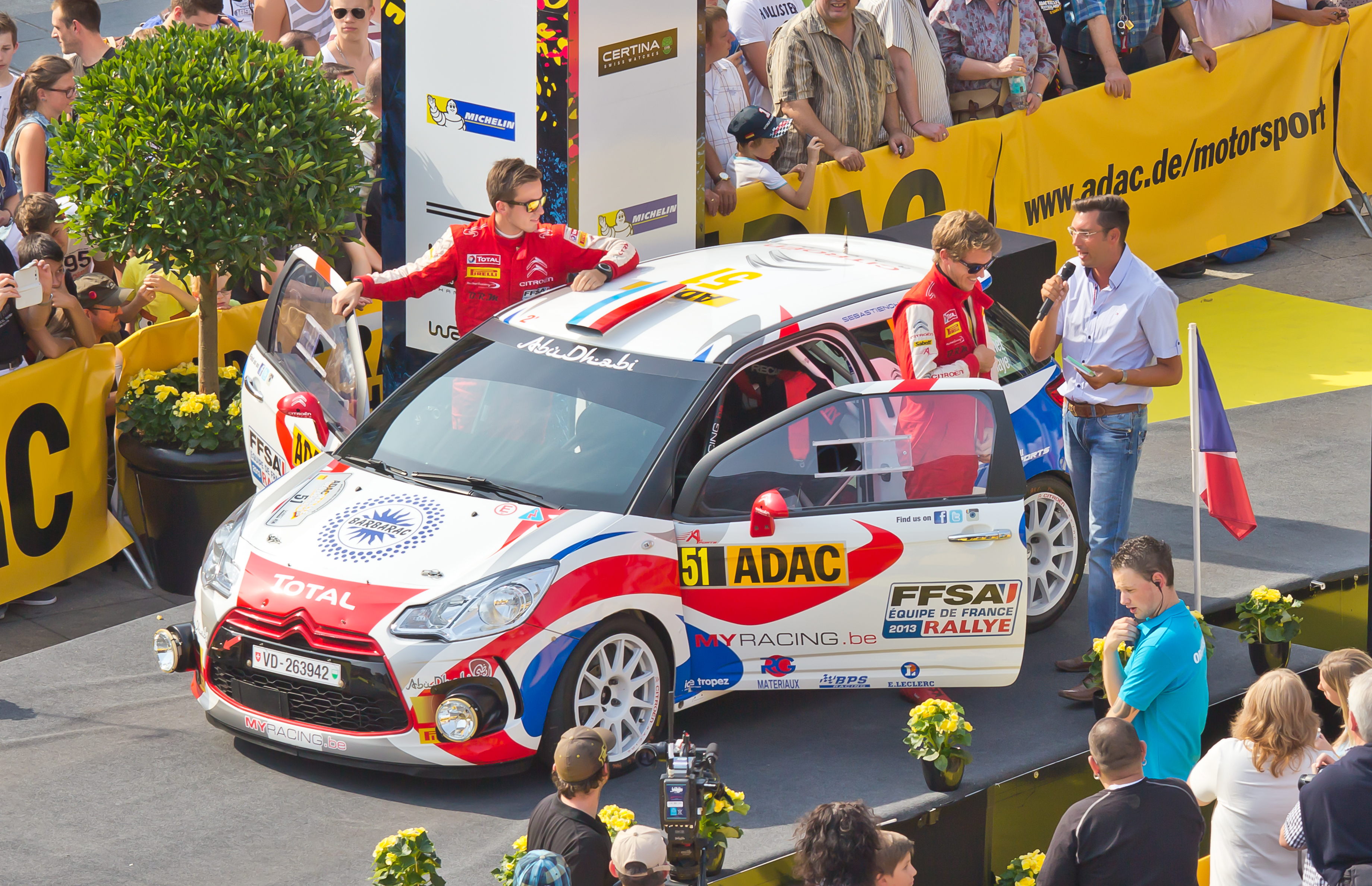
Équipage Chardonnet / de la Haye au rallye d'Allemagne 2013.
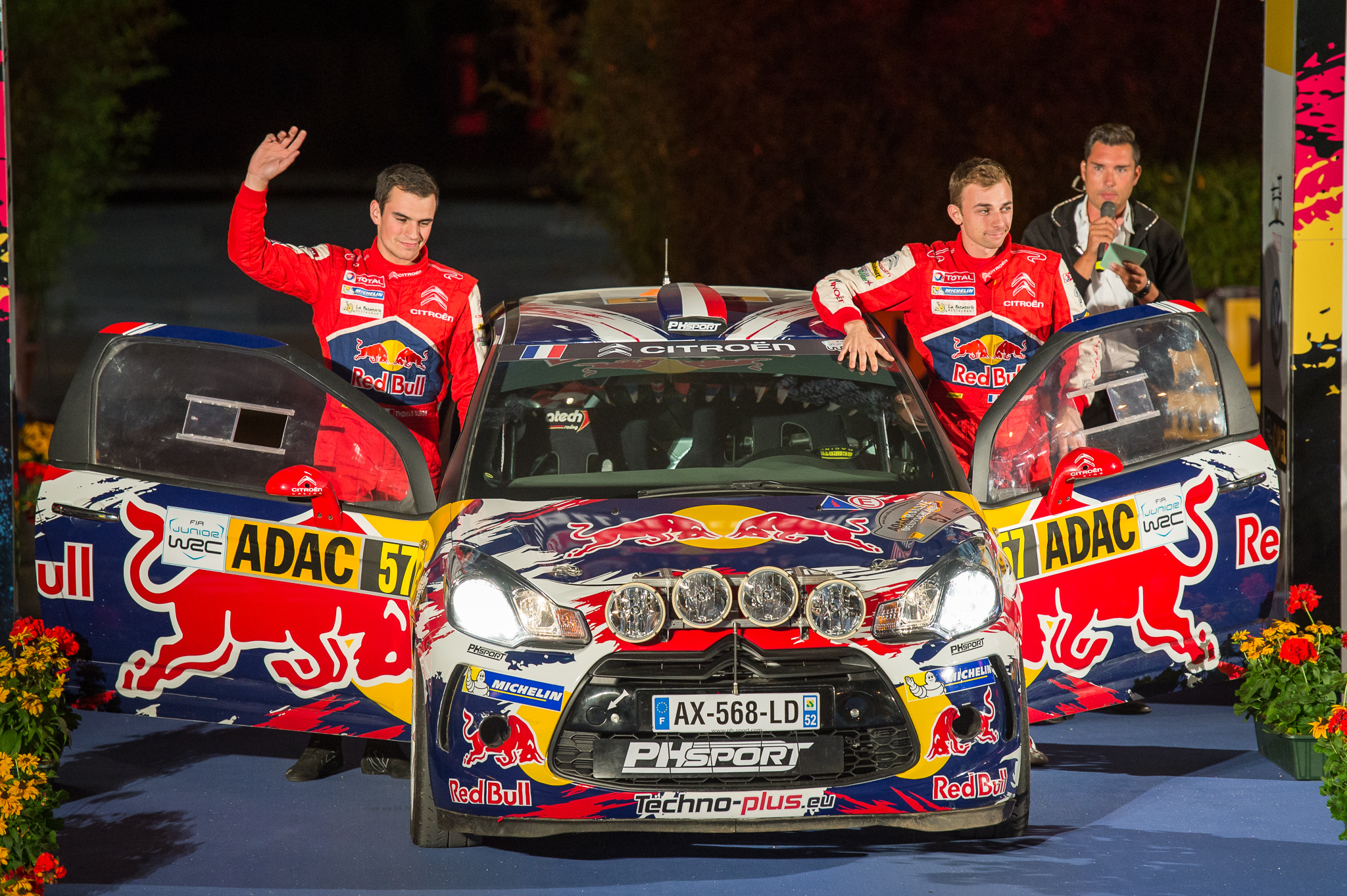
Équipage Lefebvre / Dubois au rallye d'Allemagne 2014.